# Parti ouvrier d'unification marxiste
Le Parti ouvrier d'unification marxiste (en espagnol : Partido Obrero de Unificación Marxista et en catalan : Partit Obrer d'Unificació Marxista, abrégé en POUM) est un mouvement communiste espagnol indépendant.
Il fait partie de l'Opposition communiste internationale. Il est anti-stalinien.
Créé en 1935 et devenu illégal en 1937, il a participé activement à la guerre d'Espagne contre le général Franco. Violemment réprimé, le POUM a par la suite survécu en Espagne et en exil, notamment en France, luttant contre la dictature franquiste.

## Histoire

### Naissance
Le POUM est fondé à Barcelone le 29 septembre 1935 de la fusion entre la Gauche communiste d'Espagne, parti d'origine trotskiste dirigé par Andreu Nin, et du Bloc ouvrier et paysan (Bloque obrero y campesino), dirigé par Joaquín Maurín, ces deux organisations provenant de scissions du Parti communiste d'Espagne (PCE), alors stalinien.
Le POUM a été accusé d'être une organisation trotskiste. C'est en fait faux, le POUM était en désaccord avec Trotski. La Gauche communiste d'Espagne s'était brouillée avec Trotski en 1934, celui-ci voulant que le groupe entre dans le Parti socialiste ouvrier espagnol. Trotski coupa unilatéralement tout lien avec le POUM quand le parti intégra le gouvernement catalan en juillet 1936, cette action étant complètement contraire avec la critique du communiste russe des fronts populaires. Trotski a dénoncé le « rôle pitoyable joué par la direction » du Parti.
En revanche, il s'agit bien d'une organisation marxiste anti-stalinienne, qui a notamment dénoncé les procès de Moscou dans son journal La Batalla (dirigé par Víctor Alba). Du fait de son idéologie communiste indépendante du Komintern, les relations avec les staliniens sont très conflictuelles.
Au niveau international, le POUM était membre du Bureau de Londres, ultérieurement baptisé Centre marxiste révolutionnaire international.
Son organisation de jeunesse est la Jeunesse communiste ibérique (Juventud Comunista Ibérica), dirigée par Germinal Vidal (es) puis Wilebaldo Solano.

### Au début de la guerre civile
Au début de la guerre civile espagnole, Andreu Nin (secrétaire général du POUM) est ministre de la Justice dans le gouvernement de la Généralité de Catalogne avant de se voir retirer le poste en décembre 1936.
Entre juillet et décembre 1936, les effectifs du POUM augmentent, passant de 6 000 à 30 000 adhérents, principalement en Catalogne et dans le Pays valencien. Cependant, même dans ces régions, les communistes du POUM restent minoritaires par rapport aux communistes du PCE et aux anarchistes. L'écrivain britannique George Orwell (militant socialiste qui a combattu dans les rangs du POUM) relate son expérience dans son livre Hommage à la Catalogne paru en 1938.
Le POUM défend alors la révolution collectiviste qui se déroule en Catalogne depuis le 19 juillet 1936, considérant, comme la Confédération nationale du travail (CNT), qu'une révolution pouvait se développer.
Cette position, ajoutée aux critiques du POUM envers le Komintern, qui risquait de compromettre les relations entre la Seconde République et son principal fournisseur d'armes, a amené une crise grave dans le camp républicain, plus particulièrement entre, d'une part le POUM allié aux anarchistes, contre le PCE d'autre part.

### Événements de mai 1937 à Barcelone
Le 3 mai 1937, à Barcelone, le chef de la police barcelonaise, le communiste Eusebio Rodríguez Salas (en), accompagné de 200 hommes, tente de prendre de force le central téléphonique, qui est depuis le début de la guerre sous le contrôle de la Confédération nationale du travail (CNT). Cet événement déclenche un début de situation révolutionnaire à Barcelone. La CNT résiste et, craignant des attaques contre d'autres bâtiments, distribue des armes pour les défendre. Des barricades sont rapidement élevées dans toute la ville, opposant la CNT et le POUM d'un côté, la police et le PCE de l'autre. Les dirigeants de la CNT, en particulier les ministres au gouvernement central, appellent leurs militants à déposer les armes et reprendre le travail, bientôt suivis par les dirigeants du POUM. 
Le 6 mai les hostilités ont cessé et les barricades sont démontées, mais le PCE, et à sa suite le gouvernement de Juan Negrín (qui a remplacé Francisco Largo Caballero), va prendre prétexte de ces événements pour réprimer les anarchistes et les communistes du POUM, qui est déclaré illégal.

### Interdiction et la répression
Les staliniens, à la suite d'une grande opération de propagande menée par Otto Katz et Willi Münzenberg selon laquelle le POUM serait « hitléro-trotskiste » et complice des franquistes pour qui il aurait déclenché les émeutes de mai à Barcelone, exigent et obtiennent son interdiction. Orlov, le chef du NKVD en Espagne, met au point une machination fondée sur la « découverte » de documents censés démontrer la collusion du POUM avec l'ennemi ; le 16 juin 1937, il fait investir le siège du POUM et arrêter ses principaux dirigeants. Bien que la CNT et certains membres du gouvernement protestent avec véhémence, cette opération met quasiment un terme à l'existence du POUM — même si la justice ne s'est pas contentée de reprendre les arguments du PCE durant le procès —, qui maintiendra tout de même une activité clandestine (poursuite de la publication du journal La Batalla).
L'acharnement stalinien à trouver des collusions entre des « trotskistes » et les « fascistes » fait écho aux procès de Moscou, qui se déroulaient en même temps. La « preuve » que des trotskistes auraient servi volontairement l'ennemi fasciste permet de légitimer lesdits procès.
Les unités combattantes sont dissoutes et la majorité de leurs dirigeants sont emprisonnés. Sur l'ordre de Staline, relayé par Orlov, beaucoup d'entre eux sont torturés voire exécutés pour ne pas avoir été dans la ligne politique du gouvernement aux ordres de l'URSS stalinienne. Andreu Nin, notamment, est victime de la vindicte stalinienne : après avoir disparu pendant plusieurs jours, après son arrestation, il est retrouvé mort dans les environs de Madrid, ayant été liquidé par des agents espagnols et russes du NKVD agissant en toute illégalité. Les autres dirigeants du POUM ont dû être exfiltrés de prisons non-officielles tenues par les staliniens et escortées par des troupes de confiance vers une prison officielle par la Généralité (gouvernement catalan) pour éviter qu'il n'arrive « malheur » à ces hommes.
Un procès des dirigeants du POUM, notamment Juan Andrade, a lieu à l'automne 1938 ; ils échappent à la peine capitale.

### Après la guerre civile: l'exil en France
Les détenus du POUM (Julián Gorkin, Wilebaldo Solano, Juan Andrade, Pere Bonet (es)) retrouvent la liberté au moment de la chute de Barcelone : ils sont transférés à la prison de Cadaqués, dont ils réussissent à s'évader. Militants et dirigeants se réfugient en France, comme des centaines de milliers d'autres républicains, et subissent le régime des camps d'internement.
Au début de la Seconde Guerre mondiale, le POUM adopte une position de « défaitisme révolutionnaire », adhérant au Front ouvrier international contre la guerre (créé en septembre 1938). En France, le POUM est assez proche du PSOP (Parti socialiste ouvrier et paysan) créé par l'ex-SFIO Marceau Pivert.
Sous le régime de Vichy, le POUM est interdit et subit la répression de l'État français à l'encontre des organisations espagnoles en exil : en février 1941, plusieurs dirigeants sont arrêtés et condamnés par le tribunal militaire de Montauban à des peines de un à vingt ans de prison, notamment Wilebaldo Solano (20 ans), Ignacio Iglesias (12 ans), Juan Andrade (5 ans). Parmi les dirigeants restés en liberté, se trouve Josep Rovira i Canals, ancien commandant de la 29e division de l'Armée républicaine (constituée de membres du POUM) ; malgré la position défaitiste du parti, Rovira est par ailleurs, à partir de l'automne 1941, responsable d'une organisation de franchissement des Pyrénées : le groupe Martin du réseau Vic, qui reste opérationnel jusqu'à la libération de la France.
Wilebaldo Solano est libéré le 17 juillet 1944 de la centrale d'Eysses par les Forces françaises de l'intérieur ; avec des codétenus anarchistes, il organise un bataillon Libertad indépendant de l'UNE (Union nationale espagnole, sous contrôle communiste) et délivre Juan Andrade de la prison de Bergerac, dans laquelle il a été maintenu après la libération de la ville.

### Après la Seconde Guerre mondiale
La Batalla reparaît officiellement à partir de juillet 1945. L'objectif du POUM est alors de renverser le franquisme en Espagne, mais les dirigeants (Solano, Andrade) sont dès cette date assez pessimistes, étant certains que les Alliés ont intérêt au maintien de Franco au pouvoir.
En 1948, les effectifs militants (en France) sont évalués à 300 personnes par les services de renseignement français. Wilebaldo Solano est secrétaire général du POUM en exil à partir de cette date.

## Dans la culture populaire
- Dans son livre Hommage à la Catalogne, l'écrivain George Orwell raconte son expérience de volontaire dans une milice du POUM.
- Librement inspiré du récit de George Orwell, le film Land and Freedom, réalisé par Ken Loach et sorti en 1995, met en exergue l'action des combattants du POUM.